# Bre Blair
Bre Blair rodným jménem Sarah Brianne Blair. (* 29. dubna 1980) je kanadská herečka.
První významná role byla role Stacey McGill ve filmu Dívčí klub z roku 1995.
Dále se objevila v několika epizodních rolích v seriálech Láska, s.r.o., Čarodějky (seriál), Castle na zabití, Plastická chirurgie s. r. o.

## Filmografie
| Rok  | Název                       | Role            |
| ---- | --------------------------- | --------------- |
| 1995 | Dívčí klub                  | Stacey McGill   |
| 1997 | T.N.T.                      |                 |
| 2000 | Vraždy v Cherry Falls       | Stacy Twelfmann |
| 2005 | Down Dog                    | Shiva           |
| 2006 | Stripped Down               | Wren            |
| 2006 | Carjacking                  | Jamie           |
| 2008 | Em                          | Samantha        |
| 2008 | Something's Wrong in Kansas | Page            |
| 2008 | Ball Don't Lie              | Angel           |
| 2009 | Mercy                       |                 |
| 2010 | Small Town Saturday Night   | Samantha Carson |
| 2011 | Quarantine 2: Terminal      | Paula           |
| 2013 | Frajeři ve Vegas            | Lisa            |
| 2015 | ToY                         | Alison          |